# Список правителів Лотарингії
Династія Лотаринґів — бере свій початок від володарів Лотаринзького королівства. Королівство існувало на території сучасної Франції, Німеччини, Нідерландів, Бельгії та Люксембургу. Хоча Лотаринзьке королівство було поглинене сусідніми королівствами в кінці IX сторіччя, на його місці постало Лотаринзьке герцогство, володарі території зберігали за собою титул герцогів Лотаринзьких.
В середині X сторіччя герцогство поділилося на Нижню Лотарингію та Верхню Лотарингію. Верхня Лотарингія проіснувала довший час, як окреме Лотаринзьке герцогство. Герцог Лотаринзький Франц I одружився в 1736 р. з Марією-Терезією Габсбурзькою, започаткувавши династію Габсбургів-Лотаринзьких.

## Лотаринзьке королівство (855—923)

### Каролінги
- 843—855: Лотар I (795—855), імператор з 817, король Італії з 818, король «серединного королівства» (Лотарингія) з 843, син імператора Людовика I Благочестивого
- 855—869: Лотар II (бл. 835—869), король Лотарингії з 855, син Лотаря I
- 869—877: Карл II Лисий (823—877), король Франції з 840, король Італії з 876, імператор з 875, король Лотарингії з 869, брат Лотара I
- 870—876: Людовик II Німецький (804/805 — 876), король Німеччини з 843, король Лотарингії (Людовик I) з 870, брат Лотаря I
- 877—879: Людовик II Заїка (846—879), король Франції з 877, король Лотарингії з 877, син Карла II Лисого
- 879—882: Людовик III Молодший (бл. 835—882), король Німеччини з 876, король Лотарингії з 879, син Людовика II Німецького
- 882—887: Карл III Товстий (839—888), король Німеччини 876—887, король Італії 879—887, імператор 881—887, король Лотарингії 882—887, король Франції 884—887, брат Людовика III Молодшого
- 887—895: Арнульф Каринтійський (бл. 850—899), король Німеччини з 887, король Лотарингії 887—895, імператор з 896, племінник Карла III Толстого і Людовика III Молодшого
- 895—900: Цвентібольд (пом. 900), король Лотарингії з 895, незаконний син Арнульфа
- 900—911: Людовик IV Дитя (893—911), король Німеччини та Лотарингії з 900
- 911—923: Карл III Простакуватий (879—929), король Франції 898—923, король Лотарингії 911—923, син Людовика II Заїки

## Лотаринзьке герцогство

### Конрадіни
- 903-910: Гебхард Молодий (пом. 910), граф в Веттерау і Райнгау, герцог Лотарингії с 903

### Регніаріди
- 911-915: Регінар I (пом. 915), граф Геннегау (Єно) 880—898, граф Маасгау, герцог Лотарингії с 911

### Арденський дім (Вігерихіди)
- 915-916 — 921-922 Вігеріх (пом. 922), пфальцграф Лотаринії с 915/916

### Регніаріди
- 928-928 — 938-939 Гізельберт (пом. 939), герцог Лотарингії с 928/929, син Регінара I

### Саксонська династія
- 939-940 Генріх I Баварський (пом. 955), герцог Лотарингії 939—940, герцог Баварії с 948, син короля Німеччини Генріха I Птахолова

### Верденський дім
- 942-944 Оттон I (пом. 944) граф Вердена с 923, герцог Лотарингії с 942

### Салічна (франконська) династія
- 945-953 Конрад I (пом. 955) герцог Лотарингії 945—953

### Саксонська династія
- 953-965 Бруно I Великий (пом. 965) архіепископ Кёльну с 953, герцог Лотарингії с 953, канцлер Німеччини с 940, брат імператора Оттона I